# Wahlkreis Rom – Municipio XI
Der Wahlkreis Rom – Municipio XI ist seit 2020 ein Wahlkreis (italienisch collegio elettorale) für die Wahl der Abgeordnetenkammer.

## Wahlkreisgebiet
| Wahlkreise – Camera dei deputati – Latium | Wahlkreise – Camera dei deputati – Latium | Wahlkreise – Camera dei deputati – Latium |
| Provinz                                   | Provinz                                   | Gemeinden nach Provinzen ⮞ Wahlkreis |
| ----------------------------------------- | ----------------------------------------- | --- |
|                                           | Metropolitanstadt Rom (121 Gemeinden)     | ↳ Latium 1: Teil Roms ⮞ Wahlkreis Rom – Municipio I Teil Roms ⮞ Wahlkreis Rom – Municipio III Teil Roms ⮞ Wahlkreis Rom – Municipio V 1 + Teil Roms ⮞ Wahlkreis Rom – Municipio VII 1 + Teil Roms ⮞ Wahlkreis Rom – Municipio X 1 + Teil Roms ⮞ Wahlkreis Rom – Municipio XI Teil Roms ⮞ Wahlkreis Rom – Municipio XIV 63 ⮞ Wahlkreis Guidonia Montecelio 18 ⮞ Wahlkreis Velletri ↳ Latium 2: 30 ⮞ Wahlkreis Rieti 6 ⮞ Wahlkreis Viterbo |
|                                           | Provinz Frosinone (91 Gemeinden)          | 60 ⮞ Wahlkreis Frosinone 31 ⮞ Wahlkreis Terracina |
|                                           | Provinz Latina (33 Gemeinden)             | 17 ⮞ Wahlkreis Latina 16 ⮞ Wahlkreis Terracina |
|                                           | Provinz Rieti (73 Gemeinden)              | alle ⮞ Wahlkreis Rieti |
|                                           | Provinz Viterbo (60 Gemeinden)            | 48 ⮞ Wahlkreis Viterbo 12 ⮞ Wahlkreis Rieti |

Der Wahlkreis umfasst einen Teil der Gemeinde Rom – genauer gesagt 2 Stadtbezirken (municipi), d. h. das Municipio XI und das Municipio XII – sowie die Gemeinde Fiumicino.

## Wahlergebnisse

### Parlamentswahl 2022
| Kandidaten                          | Kandidaten                | Stimmen | %    | Listen                                                  | Stimmen | %    |
| ----------------------------------- | ------------------------- | ------- | ---- | ------------------------------------------------------- | ------- | ---- |
|                                     | Luciano Ciocchettigewählt | 66.331  | 38,5 | Fratelli d’Italia                                       | 49.263  | 28,6 |
| Lega per Salvini Premier            | Luciano Ciocchettigewählt | 66.331  | 38,5 | 8.369                                                   | 4,9     |      |
| Forza Italia                        | Luciano Ciocchettigewählt | 66.331  | 38,5 | 7.838                                                   | 4,5     |      |
| Noi Moderati                        | Luciano Ciocchettigewählt | 66.331  | 38,5 | 861                                                     | 0,5     |      |
|                                     | Claudio Mancini           | 55.400  | 32,2 | Partito Democratico – Italia Democratica e Progressista | 39.548  | 23,0 |
| Alleanza Verdi e Sinistra           | Claudio Mancini           | 55.400  | 32,2 | 8.134                                                   | 4,7     |      |
| +Europa                             | Claudio Mancini           | 55.400  | 32,2 | 6.874                                                   | 4,0     |      |
| Impegno Civico – Centro Democratico | Claudio Mancini           | 55.400  | 32,2 | 844                                                     | 0,5     |      |
|                                     | Emanuele Ceccato          | 24.709  | 14,3 | Movimento 5 Stelle                                      | 24.709  | 14,3 |
|                                     | Francesca Severi          | 16.234  | 9,4  | Azione – Italia Viva                                    | 16.234  | 9,4  |
|                                     | Massimo Arcangeli         | 3.135   | 1,8  | Unione Popolare                                         | 3.135   | 1,8  |
|                                     | Andrea Perillo            | 2.809   | 1,6  | Italexit per l’Italia                                   | 2.809   | 1,6  |
|                                     | Salvatore Giuseppe Todaro | 2.301   | 1,3  | Italia Sovrana e Popolare                               | 2.301   | 1,3  |
|                                     | Annalisa Buccieri         | 1.020   | 0,6  | Vita                                                    | 1.020   | 0,6  |
|                                     | Jessica Aversa            | 353     | 0,2  | Alternativa per l’Italia (PdF – Exit)                   | 353     | 0,2  |
| Gesamt                              | Gesamt                    | 172.292 | 100  |                                                         | 172.292 | 100  |
|                                     |                           |         |      |                                                         |         |      |
| Ungültige Stimmen                   | Ungültige Stimmen         | 4.408   | 2,5  |                                                         |         |      |
| Wähler                              | Wähler                    | 176.700 | 64,0 |                                                         |         |      |
| Wahlberechtigte                     | Wahlberechtigte           | 275.894 |      |                                                         |         |      |
|                                     |                           |         |      |                                                         |         |      |
| Quelle: Innenministerium            |                           |         |      |                                                         |         |      |